# (27002) 1998 DV9
(27002) 1998 DV9 est un astéroïde Apollon et aréocroiseur, classé comme potentiellement dangereux. Il fut découvert par D. J. Tholen et R. J. Whiteley à Mauna Kea le 23 février 1998.